# Lazos humanos
Lazos humanos (A Tree Grows in Brooklyn, título original en inglés) una película dramática estadounidense de 1945 que marcó el debut de Elia Kazan como director de cine dramático. Adaptada por Tess Slesinger y Frank Davis de la novela de 1943 de Betty Smith A Tree Grows in Brooklyn, la película se centra en una familia irlandesa-estadounidense de segunda generación, empobrecida pero con aspiraciones, que vive en el barrio de Williamsburg de Brooklyn, Nueva York, a principios del siglo XX. Peggy Ann Garner recibió el Premio Juvenil de la Academia por su interpretación de Francie Nolan, la adolescente en el centro de la historia. Otras estrellas son Dorothy McGuire, Joan Blondell, Lloyd Nolan, Ted Donaldson y James Dunn, quien recibió el Premio de la Academia al mejor actor de reparto por su interpretación del padre de Francie.
El guion fue adaptado para la radio en 1949, para un musical en 1951 y para la televisión en 1974. En 2010, la Biblioteca del Congreso seleccionó Lazos humanos para su conservación en el National Film Registry de los Estados Unidos por ser «cultural, histórica o estéticamente significativa».

## Trama
La película describe varios meses de la vida de los Nolan, una familia irlandesa estadounidense que vive en el barrio de Williamsburg de Brooklyn en 1912. La película cubre un período de tiempo mucho más corto que el libro, que va desde antes de que nazca Francie hasta después de que cumple 16 años, y se centra en la época en que Francie tiene alrededor de 13 años.

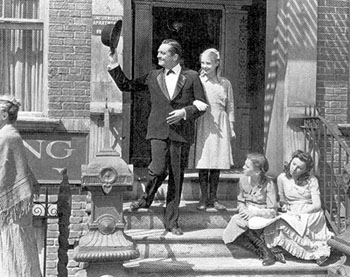
James Dunn y Peggy Ann Garner en Lazos humanos

Katie Nolan es una ama de casa trabajadora que friega los pisos de su edificio de apartamentos y recolecta trapos para venderlos a un comerciante de telas de desecho para poder mantener a su familia. Está casada con Johnny Nolan, un hombre encantador y despreocupado que tiene buenas intenciones, pero sueña su camino en la vida, en lugar de encontrar un empleo estable. También es alcohólico. En las raras ocasiones que encuentra trabajo como camarero cantante, todo lo que gana termina bebiéndolo, para desesperación de Katie. La pareja tiene dos hijos: Francie, de 13 años, que idolatra a su padre; y Neeley, de 12 años. Tensa y frustrada, Katie suele ser más aguda con los niños de lo que pretende ser, mientras que Johnny es amable, generoso e indulgente, especialmente con Francie.

La hermana de Katie, Sissy, es una mujer atrevida y de espíritu libre que recientemente se casó por tercera vez. Katie se entera de esto gracias al chismoso agente de seguros, el Sr. Barker, cuando viene a cobrar la prima semanal de los Nolan. Escandalizada y avergonzada, Katie corta su relación con Sissy, lo que hace infelices a los niños, que aman a su poco convencional tía. A Francie también le preocupa que el propietario del edificio haya cortado demasiadas ramas del árbol del patio de la vivienda, al que Francie y su padre llaman el Árbol del Cielo, y que pueda morir. Pero cuando ella le señala esto a Johnny, él le explica que es necesario recortarlo y que el árbol volverá a crecer.

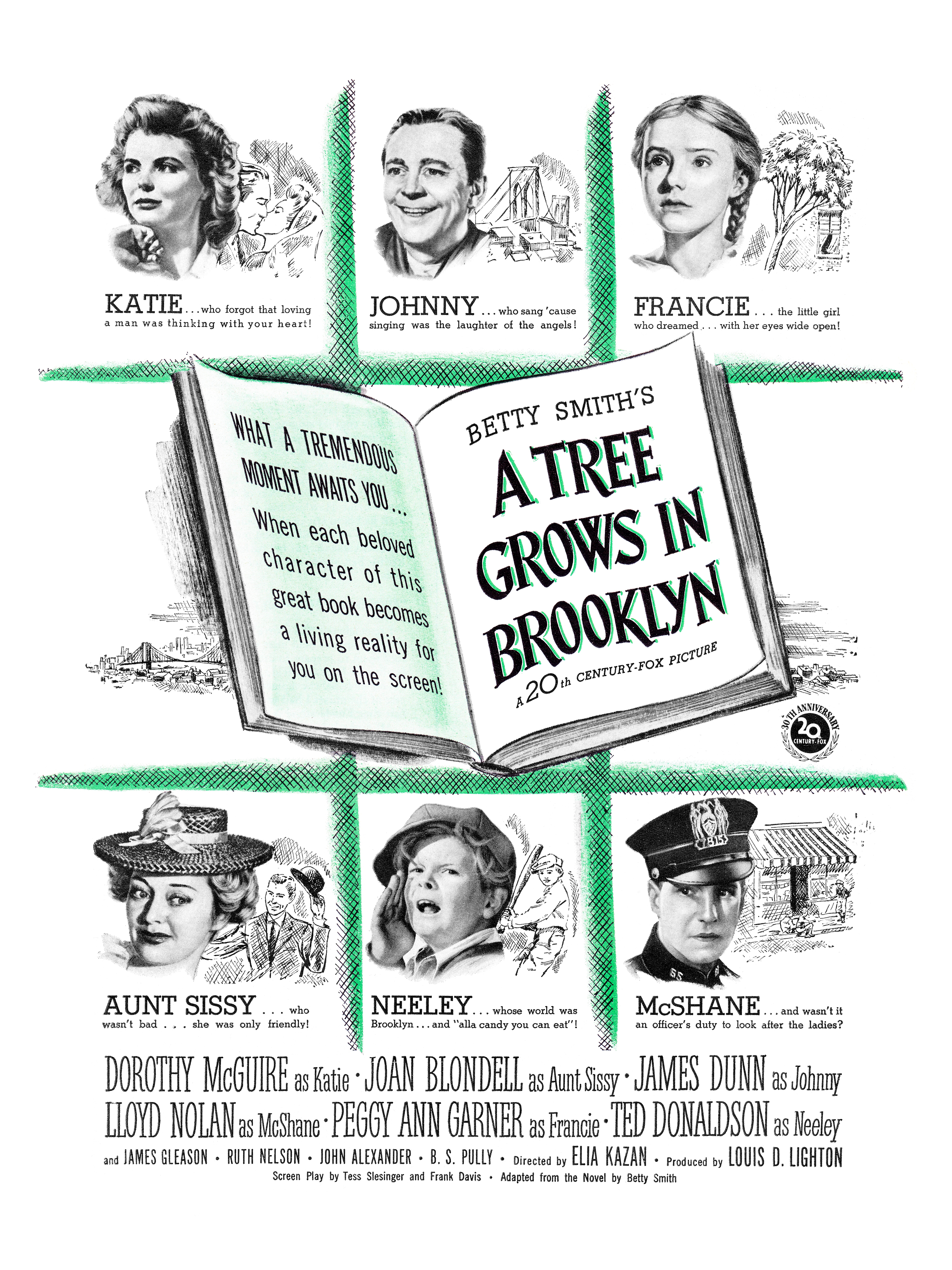
Anuncio (febrero de 1945)

Mientras tanto, un oficial de policía nuevo en el vecindario, el oficial McShane, se encuentra con Sissy y los niños una tarde. Cuando conoce a Katie, queda encantado. Unos días más tarde, sin embargo, descubre que Johnny (borracho después de una discusión con su esposa) es el marido de Katie y queda devastado al darse cuenta de que Katie está casada.

La abuela de los niños, Rommely, a menudo les cuenta sobre su inmigración a los Estados Unidos y lo importante que es la educación en la vida. Si bien a Neeley no le interesan los libros ni la escuela, Francie es una niña brillante que siempre está leyendo, pensando en lo que lee y observa, y ansiosa por aprender. Un domingo, Francie convence a su padre para que salgan a caminar y le muestra una escuela más bonita en un barrio cercano a la que le gustaría asistir. Ayuda a su padre a escribir una carta al director solicitando un traslado y es aceptada. Mientras tanto, Katie traslada a la familia a un apartamento más pequeño y económico en el último piso, lo que enfurece a su marido, que piensa que está siendo tacaña. De hecho, Katie está embarazada y le preocupa cómo mantendrán a otro hijo. Sissy también queda embarazada y ella y Katie se reconcilian poco antes de Navidad. Las familias celebran juntas una feliz y conmovedora fiesta, los niños traen a casa un árbol desechado y, más tarde esa noche, Katie le dice a Johnny que está embarazada. Sugiere que Francie abandone la escuela para trabajar. Como Johnny comprende lo mucho que significa para su hija estar en la escuela, se siente desesperado por encontrar un trabajo. A pesar de que está nevando mucho, Johnny sale decidido a buscar trabajo pero no regresa.

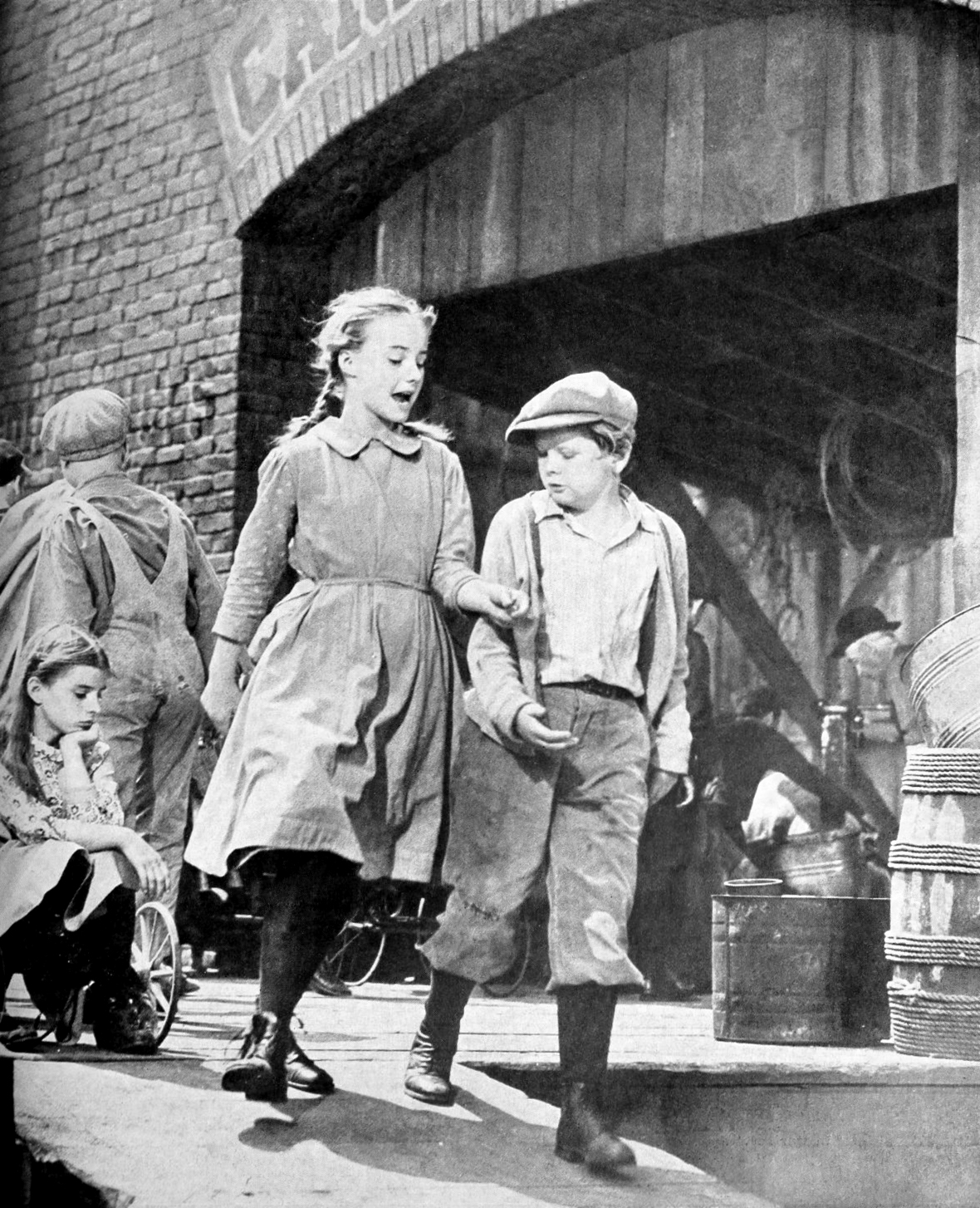
Peggy Ann Garner y Ted Donaldson en Lazos humanos

Una semana después, el oficial McShane llega al apartamento para darle la mala noticia de que Johnny murió de neumonía mientras buscaba trabajo. Francie culpa a su madre por la muerte de su padre, pero el nacimiento de los bebés de Sissy y Katie ayuda a aliviar las tensiones en el hogar. Para brindar ayuda financiera, el comprensivo dueño de una taberna, el Sr. McGarrity, les da a Francie y Neeley trabajos después de la escuela. Durante el parto de Katie, en casa porque no pueden pagar el hospital que tuvo Sissy, Francie es la mayor ayuda y consuelo de su madre. Katie le pide a Francie que lea algunos de sus ensayos de escritura creativa y le confiesa cuánto extraña a Johnny. La experiencia compartida acerca a madre e hija. Cuando nace el bebé, Katie, una niña pequeña, la llama Annie Laurie, en honor a la canción que Johnny les cantó una vez.
En junio siguiente, ambos niños se gradúan de sus respectivas escuelas el mismo día. Katie asiste a la graduación de Neeley, mientras que Sissy va a la de Francie. Usando el dinero que Johnny le dio para guardarlo en diciembre, Sissy le da a Francie un ramo de flores de su padre, junto con una tarjeta de felicitación que el propio Johnny escribió. Francie, que ha reprimido su dolor durante muchos meses, finalmente se derrumba.
Después de las ceremonias de graduación, la familia se reúne en la heladería para celebrar. Mientras están allí, algunos chicos que conocen a Neeley se acercan a su mesa. Un adolescente en particular está muy interesado en Francie y la invita a ver una película al día siguiente, su primera cita.
Cuando los Nolan regresan a casa, encuentran al oficial McShane cuidando a Annie Laurie junto con el marido de Sissy y su bebé. McShane ha estado esperando para proponerle matrimonio a Katie, quien acepta. McShane también pide adoptar a Annie Laurie y darle su apellido. Francie y Neeley creen que la vida de Annie Laurie con McShane como padre será mucho más fácil, pero no tan divertida.
La película termina cuando Francie ve que el árbol del patio comienza a crecer nuevamente, tal como dijo su padre.

## Elenco
- Dorothy McGuire como Katie Nolan
- Joan Blondell como tía Sissy
- James Dunn como Johnny Nolan
- Lloyd Nolan como el oficial McShane
- James Gleason como McGarrity
- Ted Donaldson como Neeley Nolan
- Peggy Ann Garner como Francie Nolan
- Ruth Nelson como la señorita McDonough
- John Alexander como Steve Edwards
- BS Pully como vendedor de árboles de Navidad
- Ferike Boros como la abuela Rommely (sin acreditar)
- Charles Halton como Sr. Barker, agente de seguros (sin acreditar)

## Producción

### Desarrollo
Los derechos cinematográficos de la novela de Betty Smith Lazos humanos fueron el foco de una guerra de ofertas de estudios incluso antes de la publicación del libro en 1943. 20th Century Fox adquirió los derechos por 55.000 dólares.  El guion fue escrito por Tess Slesinger y Frank Davis, un matrimonio que a menudo trabajaban juntos.  La película marcó el debut cinematográfico de drama en Hollywood de Elia Kazan, quien anteriormente había alcanzado renombre como director de escena. También fue la primera película de Hollywood para Nicholas Ray, a quien se le atribuye el mérito de ser un entrenador de diálogo. 
La Motion Picture Association inicialmente se negó a aprobar el guion debido a "la caracterización bígama de Sissy", que parece volverse a casar incluso antes de que sus maridos anteriores hayan muerto. El guion fue finalmente aprobado en mayo de 1944, aunque los funcionarios del Código de Producción emitieron "más advertencias de que la 'falsa filosofía' de Sissy con respecto a la naturaleza del amor y el matrimonio debería atenuarse".  El estudio suavizó la caracterización de Sissy debido a una demanda por difamación presentada por la prima de Smith, Sadie Grandner, quien afirmó que el personaje se había basado en ella y que, como resultado, había sufrido "desprecio y ridículo". 20th Century Fox llegó a un acuerdo extrajudicial con Grandner por la suma de 1.500 dólares. 

### Casting

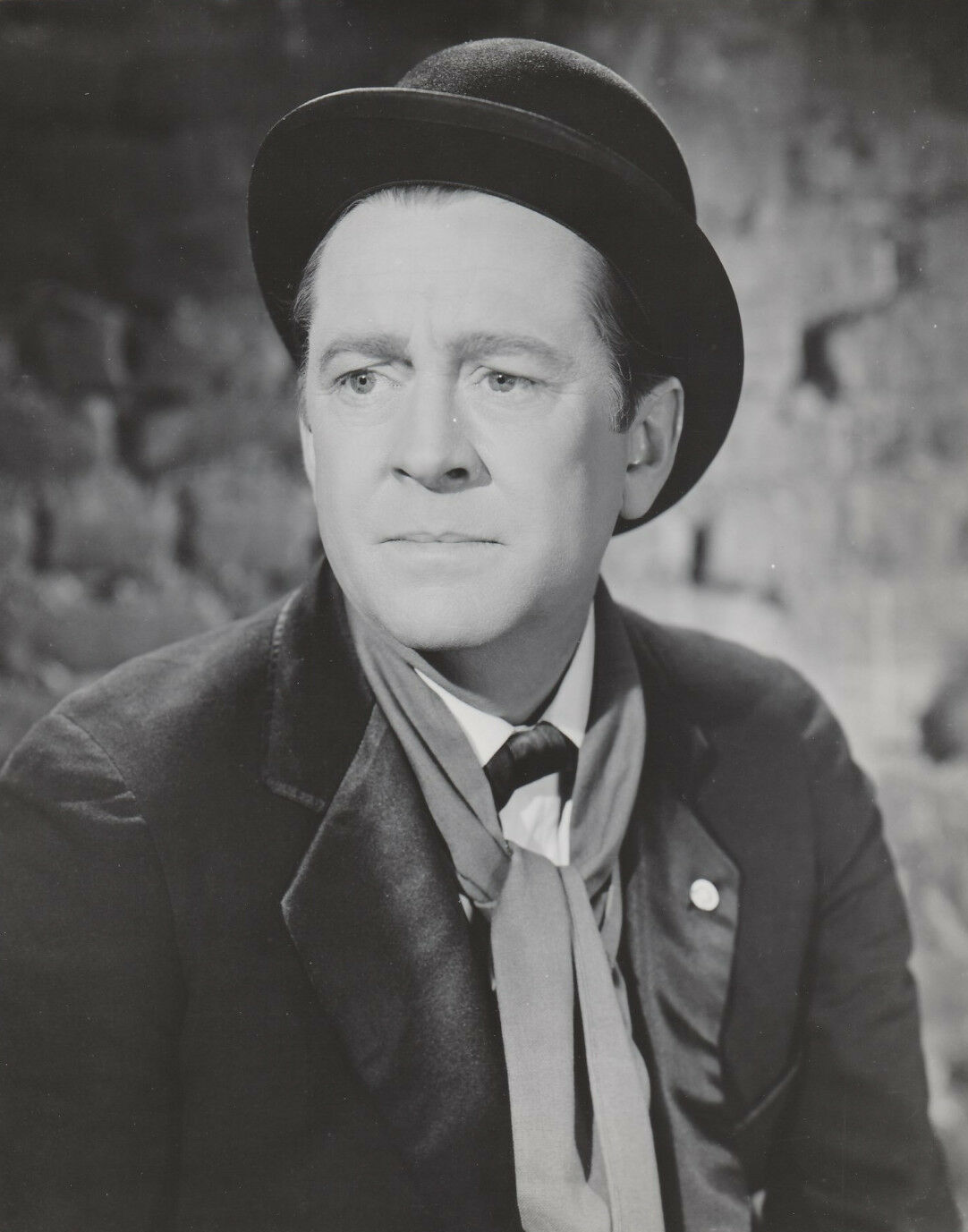
James Dunn como Johnny Nolan

20th Century Fox originalmente tenía la intención de contratar a Alice Faye para el papel principal de Katie Nolan. Como no estaba disponible, llamaron a Gene Tierney para una prueba. Al final, Dorothy McGuire, que era sólo 16 años mayor que la actriz que interpretó a su hija Francie, fue elegida para el papel.  El estudio originalmente consideró elegir a una actriz mayor para el papel de Francie, ya que el papel era muy exigente, pero el director Elia Kazan insistió en una intérprete infantil y contrataron a Peggy Ann Garner. 
Se inició una búsqueda de talentos que duró meses para el papel de Johnny Nolan. Phil Regan fue considerado para el papel, pero varios meses después contrataron a James Dunn. Según The Hollywood Reporter, "Dunn fue probado dos veces, una al comienzo de la búsqueda y otra después de que se abandonaron todas las demás posibilidades y estaba seguro de que no estaría disponible ningún nombre de primer nivel en taquilla".  La actuación aclamada por la crítica de Dunn resultó ser "un triunfo personal" para el actor, que no había aparecido en una película de estudio importante durante los últimos cinco años. 

### Rodaje
La producción tuvo lugar entre el 1 de mayo y el 2 de agosto de 1944. Filmada en el predio de 20th Century Fox, se ocupó un escenario completo con una réplica de cuatro pisos de una casa de vecinos. Descrito como "el conjunto más elaborado y, mecánicamente hablando, costoso de utilizar", incluía ascensores que permitían a la cámara subir y bajar tramos de escaleras en algunas escenas.  El árbol del título de la película ha sido identificado como un ailanthus glandulosa. A pesar del calor generado por las luces Klieg, el árbol sobrevivió al rodaje y fue replantado en otro lugar del estudio. 
El ejecutivo de 20th Century Fox, Stan Hough, estimó más tarde el presupuesto de producción en 3,6 millones de dólares. 

## Estreno
La película se estrenó en febrero de 1945. Fue vista por primera vez por las tropas estadounidenses con base en Manila. Tuvo su estreno en la costa oeste en una proyección a beneficio de los auxiliares de ayuda naval. Recaudó 3 millones de dólares en taquilla. 

## Recepción
La película fue ampliamente elogiada por la crítica. Bosley Crowther de The New York Times la calificó como "una película muy conmovedora" y elogió al "elenco generalmente excelente", destacando a Garner, quien "con su rostro sencillo y su cabello lacio, es la Francie Nolan de Miss Smith en la vida", y Dunn, que retrata a su padre con una "ternura profunda y comprensiva". Crowther añadió: "En la radiante interpretación de estos dos actores de una adoración de ensueño entre padre e hijo se logra una demostración pictórica de emoción que es sublimemente elocuente". También elogió la "fácil naturalidad" con la que dirige Kazán.  Una reseña del Pittsburgh Sun-Telegraph calificó la actuación de Garner como "sorprendentemente magnífica" y dijo que la interpretación de Dunn "tiene la marca de la grandeza".  El Star Tribune reconoció a McGuire por aportar "inteligencia y profundidad a un papel que, en manos de un jugador menos capaz, podría haber sido superficial y sin vida".   Esta reseña también elogió al estudio por transferir exitosamente la novela a la pantalla, logrando recortar el alcance de la novela sin distorsionar la historia o el mensaje.  Variety elogió la dirección de Kazan por manejar hábilmente la historia potencialmente trágica de las viviendas superpobladas y asoladas por la pobreza de Brooklyn y no permitir que la película se volviera "sensibilizada".  Una reseña moderna de Leonard Maltin califica la película de "perfecta en cada detalle". 
Lazos humanos fue reconocida como una de las diez mejores películas del año por el National Board of Review, Time y The New York Times, entre otros. 

## Premios
La película ganó en una categoría de actuación, obtuvo un premio juvenil honorario y recibió una nominación al guion adaptado en la 18ª edición de los Premios de la Academia. 
En 2010 fue seleccionada para su conservación en el Registro Nacional de Películas de los Estados Unidos por la Biblioteca del Congreso por ser "cultural, histórica o estéticamente significativa".  
La película fue reconocida por el American Film Institute en estas listas:
- 2006: 100 años de AFI... 100 inspiraciones – Nominada [14]

## Adaptaciones
James Dunn y Connie Marshall protagonizaron una adaptación de CBS Radio que se emitió el 28 de abril de 1949 en Hallmark Playhouse.   Una obra musical de la novela coescrita por Betty Smith y George Abbott debutó el 19 de abril de 1951 en Nueva York. Joan Blondell repitió su papel de Sissy en la versión de esta obra de la compañía de gira, que se estrenó el 9 de octubre de 1952. 
El guion fue adaptado para una película para televisión de la NBC de 1974 dirigida por Joseph Hardy y protagonizada por Cliff Robertson, Diane Baker, Pamelyn Ferdin y James Olson.  

## Medios domésticos
Lazos humanos se lanzó en el DVD de la Región 1 como parte de la caja de 20th Century Fox Home Video, The Elia Kazan Collection (2010). 